# Kim Possible
Kim Possible er en amerikansk tegnefilmserie i 87 afsnit produceret af Disney 2002-2007.
Kim Possible er en almindelig gymnasiepige og cheerleader, men når som helst det er nødvendigt, går hun støttet af sin ven Ron Stoppable i aktion for at redde Verden fra onde skurke som Dr Drakken.
I Danmark blev serien sendt med dansk tale på Disney Channel.

## Afsnit
| Sæson | Sæson | Afsnit | Oprindelig sendt   | Oprindelig sendt  |
| Sæson | Sæson | Afsnit | Start              | Slut              |
| ----- | ----- | ------ | ------------------ | ----------------- |
|       | 1     | 21     | 7. juni 2002       | 16. maj 2003      |
|       | 2     | 30     | 18. juli 2003      | 5. august 2004    |
|       | 3     | 14     | 25. september 2004 | 10. juni 2006     |
|       | 4     | 22     | 10. februar 2007   | 7. september 2007 |

## Medvirkende

### Hovedpersoner
- Christy Carlson Romano som Kim Possible (fulde navn Kimberly Ann Possible) er dels en almindelig gymnasiepige og dels en heltinde. Som gymnasiepige må hun kæmpe med lektier, shopping og diverse venner og familiemedlemmers skøre ideer samt ikke mindst passe sit arbejde som heppekorsleder. Men når som helst Wade kalder, rykker hun ud for at redde Verden fra Dr. Drakken og andre gale skurke. Hun er siden ansat i en tøjbutik, under SmartyMart. Motto: "Jeg kan alt!"
- Will Friedle som Ronald "Ron" adrian Stoppable er Kims bedste ven og trofaste følgesvend. Ikke lige skolens lyse hoved eller den mest handy medhjælper. Men trods sin klodsethed følger han altid Kim i kampen mod skurkene. I senere sæsoner er han blevet kæreste med Kim Possible. Han er desuden glad for mexicansk mad, og kommer tit på sit yndlings sted Bueno Natos, hvor han siden også bliver ansat. Han er også glad for stormagasinet SmaryMart.
- Nancy Cartwright som Rufus er en nøgen jordrotte og Rons kæledyr. Altid med i Rons lomme og ofte behjælpelig på missioner. Det specielle valg af kæledyr skyldes, at Rons far er allergisk.
- Tahj Mowry som  Wade, et 10-årigt computergeni og webmaster for Kims hjemmeside. Når en bøn om hjælp tikker ind, eller en skurk er på farten, alamerer han Kim og forsyner hende med udstyr. Forlader kun nødigt sit værelse men kommunikerer altid via computer og Kimmunikator. Han er ekstremt intelligent, med en IQ på 146, der gjorde at han klarede både skolen og gymnasiet på 8 måneder. Man har kun set ham "in real life" i få episoder i hele serien, og den ene gang var fordi "Team impossible" ødelagde hans computersystem, og den anden gang er afsnit 218-220, der er samlet som filmen Kim Possible: Et Spørgsmål om Tid hvor han i fremtiden dukker op, og den tredje gang er i afsnit 415, hvor han dukker op som ridder på hest. Han er hemmelig forelsket i Monique.

### Bipersoner
- Gary Cole som Hr. Possible (fulde navn James Timothy Possible, på engelsk Mr. Possible) er Kims far og raketforsker. Søger at indtage faderrollen men er ikke altid helt åndeligt nærværende.
- Andrea Martin som Fru. Possible (engelsk Mrs. Possible) er Kims mor og hjernekirurg. Søger at holde styr på Tvislingerne og komme på bølgelængde med Kim.
- Shaun Fleming som Jim Possible og Tim Possible (fulde navne James Possible og Timothy Possible) er tvillinger og lillebrødre til Kim, som kalder dem for Tvislingerne. Irriterende og ivrige. Deres yndlingsudtryk er Tims spørgsmål "Hicka Bicka Boo?" og Jims påfølgende svar "Hoo-sha!". De er helt vilde med raketter. Engang sprængte de husets tag i luften.
- Steve Barkin er vikar på Middleton gymnasiet og ikke just en af Kims og Rons venner. Underviser i alle fag – også dem han ikke har forstand på.
- Barkin er Steve Barkins forfader og er kun set i et afsnit.
- Josh Mankey er en elev på Middleton gymnasiet, som Kim havde et godt øje til i de første to sæsoner.
- Monique er Kims veninde og medarbejder i modebutikken Club Banana.
- Bonnie Rockwaller er Kims rival både i skolen og som cheerleader. Snobbet og egoistisk.
- Johnathan Stoppable er Rons forfader og bliver kun set i et afsnit.
- Johnathan Lipsky er Dr. Drakkens forfader som også er skurk og bliver kun set i et afsnit.
- Missgo er Shegos forfader og holdt med Johnathan Lipsky og bliver kun set i et afsnit.
- Miriam Possible er Kims forfader og bliver kun set i et afsnit.
- Fru Lipsky er mor til Dr. Drakken og ses i en del afsnit.
- Wayne er Wades forfader og er kun set i et afsnit.
- Ronicus er Rons forfader og er kun set i et afsnit som statue.
- Drakkos Maximus er Dr. Drakkens forfader og er kun set i et afsnit som gladiator på et billede.
- Shegos Maximus er Shego's forfader og er kun set i et afsnit som gladiator på et billede.

### Skurke
- John Di Maggio som Dr. Drakken (rigtige navn Dr. Drew Theodore P. Libsky) er en gal videnskabsmand, der vil erobre Verden. Let genkendelig på sin blå hud. Jævnligt på jagt efter specielle våben som han dog ikke altid ved hvordan bruges. Han kan aldrig huske Rons navn. I den sidste episode, hjælper han til med at redde verden, og til slut fortæller han Dementor om hvorfor hans hud er blå. Vi får dog ikke mere at vide end ugedagen, før episoden (og serien) slutter.
- Nicole Sullivan som Shego er Drakkens håndlanger og en del mere begavet. Minder om en ond udgave af Kim men udkaster tillige grøn ild i kamp. Hun har tidligere været en heltinde i en gruppe sammen med sine søskende(Som hedder noget med "go" til slut i deres navn. fx Hego og Mego). Hun fik sine ild-kræfter fra en meteor, der faldt ned i et legehus, hun sad i med sine brødre. Hun er efterlyst i tolv lande. I den sidste episode er der hints om at hun og Drakken bliver et par.
- Lord Monty Fiske er en mester i abe-Kong-Fu. Ligner halvvejs en abe og følges altid i kamp af sine ninjaaber. Af en eller anden mærkelig grund, er han den eneste skurk, der kan huske Ron's navn, og ser ham som en trussel.
- Duff Killigan er en gal skotsk golfspiller, der "spiller" med eksploderende golfkugler.
- Earl Boen som Señor Senior Senior er en milliardær, der er gået ind i superskurkebranchen. Forsøger at oplære sin søn i faget, hvilket er nemmere sagt end gjort.
- Nestor Carbonell som Señor Senior Junior, i daglig tale kaldet Junior er Seniors ikke særligt begavede søn. Vil helst ligge og sole sig, hvilket nok også er det bedste, for hans skurkeevner er håbløse.
- Professor Dementor er Dr. Drakkens rival men noget mere begavet. Oprindelig nogenlunde normal men det er gået ned ad bakke.
- Melissa McCarthy som DNAmy er en gal biogenetiker med speciale i livsfarlige mutationer.

### Andre
- Kirsten Storms – Bonnie
- Patrick Warburton – Barkin
- Raven-Symoné Pearman – Monique
- Brian George – Duff Killigan
- Tom Kane – Lord Monkey Fist
- Patton Oswalt – Professor Dementor
- – DNAmy
- A. J. Trauth – Josh Mankey

### Danske stemmer
- Marie Schjeldal – Kim Possible
- Mathias Klenske – Ron Stoppable
- Sune Hundborg – Wade (sæsoner 1.-2.)
- Allan Hyde – Wade (sæsoner 3.-4.)
- Dick Kaysø – Doktor Drakken
- Annette Heick – Shego, DNAmy
- Vibeke Dueholm – Rufus, Mama Lipski (ep. Mother's Day), Yori
- Peter Zhelder – Mr. Possible, Dementor, Sælger, Sensei
- Vibeke Hastrup – Dr. Ann Possible
- Andreas Jessen – Jim og Tim
- Jens Jacob Tychsen – Ned, Monkey Fist, Señor Senior Sr., Gemini, Hego, Motor Ed (ep. Steal Wheels)
- Bo Skødebjerg – Señor Senior Jr., Agent Beta
- Ann Hjort – Bonnie
- Simon Stenspil – Josh, Agent Gamma
- Michael Elo – Barkin, Agent Delta
- Stine Bjerregaard – Monique, M.C. Honey
- Torbjørn Hummel – Doktor Drakken (Kun i 4.sæson)
- Puk Scharbau – Fru Whisp, Dr. Direkta
- Timm Mehrens – Farnsworth
- Laus Høybye
- Annevig Schelde Ebbe
- Jette Sievertsen – Ane
- Mikkel Hansen – Mego
- Mikkel Følsgaard – Wego
- Chresten Speggers-Simonsen
- Bolette Schrødder
- Sara Poulsen
- Mads Ydemark
- Paul Hüttel
- Claus Rits Østergaard – Roland
- Grethe Mogensen – Mama Lipski (ep. Mother's Day)
- Alexander Vargas – Felix
- Tom Østergaard – Motor Ed (ep. Motor Ed)
- Jørn Jespersen
- Clara Simonsen – Joss

Titelsang sunget af: Saseline Sørensen